# Амритрадж, Пракаш
Пракаш Амритрадж (англ. Prakash Amritraj; р. 2 октября 1983, Лос-Анджелес) — индийский профессиональный теннисист; сын Виджая Амритраджа, член сборной команды Индии в Кубке Дэвиса.

## Биография
Пракаш Амритрадж родился в Тарзане (район Лос-Анджелеса) в 1983 году. Его отец — ведущий теннисист Индии 1970-х годов Виджай Амритрадж. Сам Пракаш начал учиться игре в теннис с двух лет и выступает в открытых теннисных турнирах с 17-летнего возраста, когда вышел на корт в Мумбаи в рамках турнира уровня ATP Challenger. За время юниорской карьеры он выигрывал турниры в Маниле, Монреале, Сингапуре и Джакарте. В 2002 году, в первый год учёбы на финансовом факультете Университета Южной Калифорнии, Пракаш привёл свою команду к победе в студенческом чемпионате Северной Америки (NCAA), выиграв решающие поединки для сборной последовательно в четвертьфинале, полуфинале и финале, а в следующем сезоне выиграл студенческий Кубок Шервуда в паре с Дэниелом Лангром.
В 2003 году в «челленджере», проходившем в Тумкуре (Индия), Пракаш в паре с южноафриканцем Риком де Вустом впервые дошёл до финала профессионального турнира. Этот финал стал для него и первым победным. В мае 2004 года в Фергане Пракаш сыграл свой первый финал в одиночном разряде, также в «челленджере».
В дальнейшем Пракаш Амритрадж ещё 10 раз играл в финалах «челленджеров» в парном разряде (одержав ещё шесть побед) и один раз — в финале «челленджера» в одиночном разряде. В 2006 году с Роханом Бопанной он дошёл до финала турнира АТР Открытого чемпионата Ченная в Индии, а в 2008 году до финала турнира АТР в Ньюпорте в одиночном разряде. Помимо этого, среди успехов Пракаша можно назвать выход в третий круг Уимблдонского турнира 2009 года в паре с Айсам-уль-Хаком Куреши из Пакистана. Вместе они прошли два круга квалификационного отбора, а потом последовательно обыграли две пары, составленные из игроков первой сотни рейтинга, в том числе посеянных 16-ми Стивена Хасса и Росса Хатчинса, прежде чем уступить посеянным четвёртыми Махешу Бхупати и Марку Ноулзу. Лучшие места Пракаша в рейтинге — в середине второй сотни в одиночном и в её начале в парном разряде — были достигнуты по ходу сезона 2009 года.
С 2003 по 2008 год Пракаш выступал за сборную Индии в Кубке Дэвиса, сыграв в общей сложности 18 встреч в одиночном разряде и одержав семь побед. В 2008 году, однако, министерство спорта Индии приняло решение, что в национальных сборных могут выступать только спортсмены с индийским гражданством. Пракаш, решивший сохранить американское гражданство, оказался таким образом персоной нон грата для сборной Индии, так же, как Неха Уберой и Сунитха Рао. В 2013 году, когда восемь ведущих игроков сборной Индии отказались за неё выступать, Ассоциация тенниса Индии попыталась снова мобилизовать Амритраджа в команду, но не получила разрешения от министерства.

## Рейтинг на конец года
| Год  | Одиночный рейтинг | Парный рейтинг |
| 2013 | 362               | 457            |
| 2012 | 551               | 450            |
| 2010 | 486               | 261            |
| 2009 | 212               | 160            |
| 2008 | 210               | 207            |
| 2007 | 278               | 839            |
| 2006 | 393               | 196            |
| 2005 | 267               | 1 083          |
| 2004 | 340               | 383            |
| 2003 | 280               | 237            |
| 2002 | 714               | 285            |
| 2001 | 1 090             | 1 445          |

## Выступления на турнирах

### Финалы турниров ATP в одиночном разряде (1)

#### Поражения (1)
| Легенда                              |
| ------------------------------------ |
| Турниры Большого шлема (0)           |
| Кубок Мастерс / Финал АТР-тура (0)   |
| ATP Мастерс 1000 (0)                 |
| ATP International Gold / АТР 500 (0) |
| ATP International / АТР 250 (0)      |

| Титулы по покрытиям | Титулы по месту проведения матчей турнира |
| ------------------- | ----------------------------------------- |
| Хард (0)            | Зал (0)                                   |
| Грунт (0)           | Зал (0)                                   |
| Трава (2+1)         | Открытый воздух (0)                       |
| Ковёр (0)           | Открытый воздух (0)                       |

| №  | Дата         | Турнир       | Покрытие | Соперник в финале | Счет    |
| 1. | 13 июля 2008 | Ньюпорт, США | Трава    | Фабрис Санторо    | 3-6 5-7 |

### Финалы челленджеров и фьючерсов в одиночном разряде (10)

#### Победы (7)
| Условные обозначения |
| Челленджеры (0+7)    |
| Фьючерсы (7+2)       |

| Титулы по покрытиям | Титулы по месту проведения матчей турнира |
| ------------------- | ----------------------------------------- |
| Хард (7+8)          | Зал (0+3)                                 |
| Грунт (0)           | Зал (0+3)                                 |
| Трава (0)           | Открытый воздух (7+6)                     |
| Ковёр (0+1)         | Открытый воздух (7+6)                     |

| №  | Дата          | Турнир           | Покрытие | Соперник в финале | Счёт       |
| 1. | 15 июня 2003  | Нью-Дели, Индия  | Хард     | Виджай Каннан     | 6-3 6-1    |
| 2. | 22 июня 2003  | Нью-Дели, Индия  | Хард     | Прима Симпатьяджи | 6-2 6-4    |
| 3. | 29 июня 2003  | Нью-Дели, Индия  | Хард     | Феби Видхиянто    | 6-2 7-6(3) |
| 4. | 2 июня 2007   | Чандигарх, Индия | Хард     | Каран Растоги     | 7-6(5) 6-1 |
| 5. | 9 июня 2007   | Дехрадун, Индия  | Хард     | Каран Растоги     | 6-1 6-2    |
| 6. | 16 июня 2007  | Дели, Индия      | Хард     | Каран Растоги     | 6-3 6-1    |
| 7. | 3 ноября 2012 | Пуна, Индия      | Хард     | Сакет Минени      | 6-4 6-2    |

#### Поражения (3)
| №  | Дата             | Турнир              | Покрытие | Соперник в финале  | Счёт       |
| 1. | 23 мая 2004      | Фергана, Узбекистан | Хард     | Игорь Куницын      | 4-6 5-7    |
| 2. | 3 июля 2005      | Форест-Хилс, США    | Трава(i) | Фредерик Нимейер   | 4-6 6-7(3) |
| 3. | 16 сентября 2012 | Клермонт, США       | Хард     | Даниэль Косаковски | 3-6 1-6    |

### Финалы турнировATPв парном разряде (1)

#### Поражения (1)
| №  | Дата          | Турнир        | Покрытие | Партнёр       | Соперники в финале       | Счёт    |
| 1. | 8 января 2006 | Ченнаи, Индия | Хард     | Рохан Бопанна | Михал Мертиняк Петр Пала | 2-6 5-7 |

### Финалы челленджеров и фьючерсов в парном разряде (15)

#### Победы (9)
| №  | Дата           | Турнир            | Покрытие | Партнёр              | Соперники в финале                  | Счёт            |
| 1. | 17 ноября 2002 | Коста-Меса, США   | Хард     | Раджив Рам           | Ричард Блумфилд Дэвид Шервуд        | 6-2 3-0 — отказ |
| 2. | 22 июня 2003   | Нью-Дели, Индия   | Хард     | Стивен Амритрадж     | Манож Махадеван Риши Сридхар        | 6-3 6-4         |
| 3. | 5 октября 2003 | Тумкур, Индия     | Хард     | Рик де Вуст          | Михал Мертиняк Бранислав Секач      | 6-4 6-3         |
| 4. | 23 июля 2006   | Аптос, США        | Хард     | Рохан Бопанна        | Раджив Рам Тодд Уидом               | 3-6 6-2 [10-6]  |
| 5. | 6 июля 2008    | Дублин, Ирландия  | Ковёр(i) | Айсам-уль-Хак Куреши | Джонатан Маррей Фредерик Нильсен    | 6-3 7-6(6)      |
| 6. | 2 ноября 2008  | Луисвилл, США     | Хард(i)  | Джесси Левайн        | Душан Вемич Фрэнк Данцевич          | 6-3 7-6(10)     |
| 7. | 8 февраля 2009 | Даллас, США       | Хард(i)  | Раджив Рам           | Патрик Брайауд Джейсон Маршалл      | 6-3 4-6 [10-8]  |
| 8. | 18 ноября 2012 | Иокогама, Япония  | Хард     | Филипп Освальд       | Санчай Ративатана Сончат Ративатана | 6-3 6-4         |
| 9. | 5 мая 2013     | Йоханнесбург, ЮАР | Хард     | Раджив Рам           | Пурав Раджа Дивидж Шаран            | 7-6(1) 7-6(1)   |

#### Поражения (6)
| №  | Дата             | Турнир              | Покрытие | Партнёр          | Соперники в финале                  | Счёт            |
| 1. | 22 сентября 2002 | Коста-Меса, США     | Хард     | Раджив Рам       | Джеймс Шорталл Оскар Юханссон       | 6-7(0) 3-6      |
| 2. | 12 октября 2003  | Дхарвад, Индия      | Хард     | Рик де Вуст      | Санчай Ративатана Сончат Ративатана | 6-3 3-6 5-7     |
| 3. | 14 мая 2004      | Андижан, Узбекистан | Хард     | Жан-Жюльен Ройер | Алексей Кедрюк Орест Терещук        | 5-7 4-6         |
| 4. | 24 октября 2004  | Бербанк, США        | Хард     | Эрик Тайно       | Ник Рейни Брайан Уилсон             | 2-6 3-6         |
| 5. | 12 марта 2006    | Киото, Япония       | Ковёр(i) | Рохан Бопанна    | Алун Джонс Джонатан Маррей          | 4-6 6-3 [12-14] |
| 6. | 17 мая 2009      | Измир, Турция       | Хард     | Раджив Рам       | Харел Леви Йонатан Эрлих            | 3-6 3-6         |